# Grandview Plaza
Grandview Plaza est une municipalité américaine située dans le comté de Geary au Kansas.
Lors du recensement de 2010, sa population est de 1 560 habitants. La municipalité s'étend alors sur une superficie de 0,86 mille carré (2,23 km2).
La ville est fondée en 1963 entre la Smoky Hill et l'Interstate 70. Elle constitue une banlieue de l'est de Junction City.